# Рай (Белгородская область)
Рай — посёлок в Волоконовском районе Белгородской области России. В составе Голофеевского сельского поселения. Ж/д-станция Рай.

## География
Посёлок расположен в юго-восточной части Белгородской области, в 8,4 км по прямой к югу от районного центра Волоконовки. Ближайший населённый пункт: хутор Ульяновка в 1,2 км по прямой к юго-западу.

## Население
| 2002 | 2010 |
| ---- | ---- |
| 32   | ↘8   |

## Транспорт
Железная дорога.